# Leon Askin
Leon Askin, de son vrai nom Leo Aschkenasy, est un acteur autrichien, né le 18 septembre 1907 à Vienne où il est mort le 3 juin 2005.

## Biographie
Enfant, Leon Askin désire déjà être acteur. Son rêve devient réalité en 1930.
De confession juive et persécuté par les Nazis, il est interné au Camp des Rochères et de la Poterie en Mayenne. Leon émigre en 1940 aux États-Unis, via la France, arrivant à New York en 1940, sans argent et maîtrisant peu la langue. Quand les États-Unis entrent en guerre, il rejoint l'U.S. Army le 23 octobre 1942 en Virginie (États-Unis), et reçoit le matricule 33447271. Il y apprend que ses parents ont été tués au camp d'extermination de Treblinka.
Après la guerre, Leon Askin part à Hollywood, interprétant toujours des personnages étrangers au fort accent. Il gagne la célébrité avec le rôle du Général Albert Burkhalter dans la série télévisée Papa Schultz sur le tard dans les années 1960.
Contrairement à de nombreux exilés autrichiens, Leon Askin ne refuse jamais de retourner dans son pays d'origine. En fait, il garde un pied à terre permanent à Vienne, où il reste actif jusqu'à sa mort à l'âge de 97 ans.

## Filmographiepartielle
- 1954: Un grain de folie (Knock on Wood) de Melvin Frank et Norman Panama : Laslo Gromeck
- 1956 : Crusader (TV)
- 1961: Un, deux, trois (One, Two, Three) de Billy Wilder : Peripetchikoff
- 1962 : Échec à la brigade criminelle (Das Testament des Dr. Mabuse) de Werner Klingler : Flocke
- 1962 : Sherlock Holmes et le Collier de la mort (Sherlock Holmes und das Halsband des Todes) de Terence Fisher : Charles
- 1965 : Ne pas déranger s'il vous plaît (Do Not Disturb) de Ralph Levy : Langsdorf
- 1965-1971 : Papa Schultz (Hogan's Heroes) : Général Albert Burkhalter
- 1966 : Qu'as-tu fait à la guerre, papa ? (What Did You Do in the War, Daddy?) de Blake Edwards : Colonel Kastorp
- 1966 : Mission Impossible : Riva
- 1966-67 : Des Agents très spéciaux Saison 3, épisode 10 : Grande première (The Off-Broadway Affair)
- 1968 : La Bataille de San Sebastian d'Henri Verneuil : le vicaire général
- 1968 : Un couple pas ordinaire (Ruba al prossimo tuo) de Francesco Maselli : le chef Wellman
- 1968 : Les Rêves érotiques de Paula Schultz (The Wicked Dreams of Paula Schultz) de George Marshall
- 1972 : Hammersmith Is Out de Peter Ustinov : Dr. Krodt
- 1973 : Nanou, fils de la Jungle (The World's Greatest Athlete) de Robert Scheerer
- 1982 : Y a-t-il enfin un pilote dans l'avion ?  (Airplane II: The Sequel) de Ken Finkleman : Présentateur tv de moscou
- 1983 : Horror Star (Frightmare) de Norman Thaddeus Vane (en)